# Hiroshi Sekita
Hiroshi Sekita (jap. 関田 裕 Sekita Hiroshi; ur. 17 listopada 1932) – były japoński aktor.
Najbardziej znany z ról gigantycznych potworów w filmach typu kaijū w latach 60. XX wieku. Do jego najsłynniejszych ról należały Sanda z Pojedynku potworów oraz Godzilla z Syna Godzilli.
Sekita rozpoczął karierę aktorską w latach 50. XX wieku w studiu Nikkatsu, zanim przeniósł się do Tōhō. W 1969 roku po filmie Szerokość geograficzna zero zrezygnował z aktorstwa.
Poza aktorstwem Sekita był mistrzem karate i hobbystycznie uprawiał pływanie i judo.
Niekiedy anglojęzyczni dystrybutorzy czytali błędnie jego nazwisko jako Yū Sekida.

## Filmografia

### Filmy
- 1956: Nayoroiwa: Namida no kantōshō – młody Nayoroiwa
- 1956: Zepsuty owoc – żołnierz
- 1956: Akatsuki no tōbō – jeden z popleczników
- 1956: Aoi dotō – Tatsuo
- 1959: Wakai koibito-tachi – Itakura
- 1960: Boku wa dokushin shain – pracownik Alliance Petroleum
- 1960: Sararīman shusse taikō-ki kanketsu-hen hanamuko buchō nanbā 1 – Wakisaka
- 1960: Burza nad Pacyfikiem – oficer
- 1961: Opowieść z zamku w Osace
- 1961: Jō muyō no wana – policjant na białym motocyklu
- 1961: Minami no kaze to nami – Yōsuke
- 1961: Żyć wiecznie kochając – człowiek z Nanbokushy
- 1961: Zoku sararīman yajikita dōchū – związkowiec
- 1961: Mothra – sternik Sekida
- 1961: The Last War – telewizyjny piosenkarz
- 1962: Onna no za – Komiya
- 1962: Sono basho ni onna arite – pracownik
- 1962: Josei jishin – pracownik
- 1962: Nihon ichi no wakadaishō – Kano
- 1962: Honkon no Hoshi – Machida
- 1962: Machida sararīman gonzatosukejū ren’ai kōsa-ten – Kubo
- 1962: 47 wiernych samurajów
- 1962: Ankoku-gai no kiba – policjant
- 1963: Nippon jitsuwa jidai – członek yakuzy
- 1963: Chintao yōsai bakugeki meirei – członek zespołu zaopatrzenia
- 1963: Hawai no wakadaishō – Tasaka
- 1964: Kyōmo ware ōzorani ari – pilot
- 1964: Mothra kontra Godzilla –
  - mieszkaniec wyspy Infant,
  - przechodzień w Nagoi,
  - gość hotelu
- 1964: Kimi mo shusse ga dekiru – gość w Ochazuke-ya
- 1964: Musekinin Yūkyōden – grający w madżong
- 1964: Garakuta – Kayoshi
- 1964: Hora-buki Taiko – członek rodziny Oda
- 1964: Kūsōtengoku – człowiek w Kendo
- 1965: Samuraj morderca – ronin
- 1965: Rōshi senjō ni nagareru uta – kapitan
- 1965: Heichō aku no kaidan – pracownik w Atō Chemicals
- 1965: 100-Patsu 100-chū – podwładny Akatsukiego
- 1966: Kurējī no musekinin Shimizukō – Kantō Tsunagorō
- 1966: Kurējī da yo: kisōtengai – ochroniarz w parlamencie
- 1966: Pojedynek potworów –
  - Sanda,
  - piwosz z tokijskiego klubu
- 1966: Akogare – Shuzenji
- 1966: Ebirah – potwór z głębin – Ebirah
- 1967: Kurējī da yo: tenka muteki –
  - robot Bannō,
  - fotograf prasowy
- 1967: Ucieczka King Konga –
  - Mechani-Kong,
  - Gorozaur,
  - członek sztabu wojskowego
- 1967: Syn Godzilli – Godzilla
- 1967: Cesarz i generał – major Kamino
- 1967: Dorifutāzudesu yo! Zenshin zenshin mata zenshin – sekretarz
- 1968: Saraba Mosukuwa gurentai – członek zespołu
- 1968: Zniszczyć wszystkie potwory –
  - Anguirus,
  - Gorozaur,
  - doktor w szpitalu
- 1968: Sogeki – poborca podatkowy
- 1969: Ai no Kizuna – policjant na ceremonii otwarcia
- 1969: Shinu ni wa mada hayai – oficer policji
- 1969: Szerokość geograficzna zero –
  - człowiek-nietoperz #2,
  - marynarz

### Seriale
- 1966: Ultra Q –
  - pracownik kolejowy (odc. 1),
  - specjalista ds. planowania projektu (odc. 18)
- 1968: Kaiki Daisakusen – doktor anatomii (odc. 14)